# Streblosa longiscapa
Streblosa longiscapa är en måreväxtart som beskrevs av Cornelis Eliza Bertus Bremekamp. Streblosa longiscapa ingår i släktet Streblosa och familjen måreväxter. Inga underarter finns listade i Catalogue of Life.